# Brug bij Keizersveer

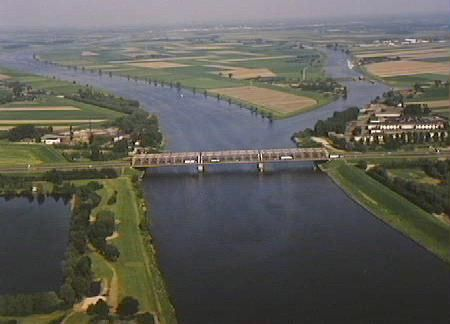
De Bergsche Maas en de Brug bij Keizersveer in 1979.

De Brug bij Keizersveer (of Keizersveerse brug; Keizersveerbrug) in de provincie Noord-Brabant verbindt het Land van Altena met het Brabantse vasteland over de Bergsche Maas.

## Etymologie
De brug is genoemd naar het Keizersveer, dat de veerverbinding onderhield over de Bergsche Maas als onderdeel van de Napoleonsweg, die de route van de huidige A27 grotendeels volgt.
Zowel "de Napoleonweg" als "de Keizersveer" verwijzen naar de Franse tijd van Nederland. De namen zijn afkomstig van keizer Napoleon Bonaparte die in 1811 op deze plek de veerboot nam over de Maas om een bezoek te brengen aan de ingelijfde Hollandse gewesten. Hier werd namelijk de Napoleonsweg tussen Parijs en Amsterdam aangelegd, waarvoor Spaanse krijgsgevangenen werden gebruikt.
In Zuid-Nederland, met name in Brabant, verkreeg Napoleon Bonaparte status, omdat hij de katholieke kerken teruggaf aan de bevolking. Hij wist de protestantse minderheid ook te vriend te houden, door nieuwe kleine kerkjes te bouwen. Deze gebouwen zijn ook wel bekend als Napoleonskerkjes.
In het Brabantse Dorpje Aarle is het enige Nederlandse Napoleon Monument opgericht.

## Geschiedenis
De eerste verkeersbrug is gebouwd in 1931 en is in de Tweede Wereldoorlog meerdere malen opgeblazen. Op 13 mei 1940 bliezen de Nederlandse strijdkrachten deze op bij het terugtrekken. Op 31 oktober 1944 wordt de brug gedeeltelijk (en een dag later geheel) opgeblazen door terugtrekkende Duitse strijdkrachten. Na de oorlog is de brug wederom hersteld.
Op 6 december 1968 is de A27 geopend als snelweg met twee rijbanen met twee rijstroken. De bestaande brug vormde door het toenemende gebruik al vrij snel een flessenhals waardoor files toenamen. Om deze reden zijn eind jaren zeventig de overspanningen vervangen door zes oude overspanningen van de eveneens vervangen Moerdijkbrug. Deze zes delen zijn koppels van drie delen naast elkaar geplaatst zodat voor beide richtingen brede rijbanen konden ontstaan. De Spijkenissebrug bij Spijkenisse is eveneens herbouwd met oude brugdelen van de Moerdijkbrug. Op 1 december 1978 is de Brug bij Keizersveer heropend.
De huidige brug had tot 2003 de kleuren rood en wit, net zoals de kleuren van de Spijkenissebrug. Beide bruggen kampten met hetzelfde probleem dat nieuwe verflagen afbladderden. Beide bruggen zijn met dezelfde constructie gerenoveerd waarbij de oude verflagen grondig verwijderd werden voordat een nieuwe verflaag geplaatst werd. Hoewel de Spijkenissebrug haar rood/witte kleurenpalet heeft behouden, is de Brug bij Keizersveer geheel wit geverfd, zodat de brug lichter overkomt op automobilisten die deze brug met hoge snelheid passeren en deze ervoeren als een soort donkere tunnel.

### Drie nieuwe bruggen
In de A27 worden tussen drie stalen bruggen over de grote rivieren vervangen door betonnen bruggen, die minder onderhoud nodig hebben en minder geluidsoverlast veroorzaken. Dit betreft de Hagesteinsebrug, de Merwedebrug en de Keizersveerbrug. Na de bouw van de drie nieuwe bruggen worden de oude bruggen gesloopt. Dit plan zou vanaf 2018 5 jaar gaan duren, maar is in 2023 nog niet ten uitvoering gekomen. Hiervoor wordt door het ministerie 389 miljoen euro beschikbaar gesteld. Dat bedrag komt bovenop het bedrag van 860 miljoen euro dat al is gereserveerd voor de verbreding van de A27 naar 2 keer 3 rijstroken.